# This New Day
Albums de Embrace
Out of Nothing
(2002)
This New Day est le cinquième album du groupe pop/rock britannique Embrace, publié le 27 mars 2006.
De cet album est extrait le single Nature's Law, sorti le 20 mars 2006.
L'album a été réédité depuis, agrémenté d'un titre bonus, World At Your Feet.

## Liste des chansons
1. No Use Crying
2. Nature's Law
3. Target
4. Sainted
5. I Can't Come Down
6. Celebrate
7. Exploding Machines
8. Even Smaller Stones
9. The End Is Near
10. This New Day